# Locomotiva Thomas și prietenii săi - Misterul de pe Muntele Albastru
Locomotiva Thomas și prietenii săi este o serie de televiziune bazată pe Seria Căilor Ferate scrisă de Wilbert Awdry, în care ne este prezentată viața unui grup de locomotive și vehicule cu trăsături umane, ce trăiesc pe Insula Sodor.
Acest articol se referă la al șașelea episod-film al serialului, Misterul Muntelui Albastru (titlu original: Blue Mountain Mystery). A fost produs în anul 2012 de HIT Entertainment, este precedat de Sezonul 15, și urmat de Sezonul 16. În SUA aceasta este a treia producție "Thomas" care a apărut pe Blu-ray, în restul lumii ea a fost lansată pe DVD sau VCD.

## Difizare, distribuție și dublaj în România
Acest episod-film tradus a fost difuzat pe postul TV MiniMax.